# Thomas Kloss (Kameramann)
Thomas Kloss (* 29. Dezember 1956 in Wien) ist ein österreichischer Kameramann.

## Leben
Thomas Kloss wurde in Wien als Sohn eines Zeitungsfotografen geboren. Er hat zwei ältere Brüder und eine jüngere Schwester. Bereits früh assistierte er seinem Vater und half später einem Freund als Kameramann aus. Dadurch kam er ohne filmwissenschaftliche Ausbildung dazu, sowohl beim deutschen Fernsehen als auch bei Werbespots als Kameramann zu arbeiten. Nachdem er 1989 nach Los Angeles zog, arbeitete er hauptsächlich als Kameramann für Werbespots und Musikvideos. Vereinzelt führte er auch Regie. So arbeitete er unter anderem für Musiker wie Justin Timberlake, Marilyn Manson, Lenny Kravitz und Lady Gaga und drehte für Firmen wie J. C. Penney, BMW und 7-Eleven Werbespots.
Parallel dazu arbeitete er auch vereinzelt als Kameramann für Spielfilme. So drehte er Filme wie Fear – Wenn Liebe Angst macht, Showtime und zuletzt den Actionfilm Conan und die romantische Komödie Don Jon.

## Filmografie (Auswahl)
- 1990–1991: Der Fahnder (Fernsehserie, 5 Folgen)
- 1994: Der Traum von Apollo XI (Pontiac Moon)
- 1996: Fear – Wenn Liebe Angst macht (Fear)
- 1998: Palmetto – Dumme sterben nicht aus (Palmetto)
- 2002: Showtime
- 2011: Conan (Conan the Barbarian)
- 2013: Don Jon